# Rzeki (Lubomierz)
Rzeki – część wsi Lubomierz w Polsce, położona w województwie małopolskim, w powiecie limanowskim, w gminie Mszana Dolna.
W latach 1975–1998 Rzeki administracyjnie należały do województwa nowosądeckiego.

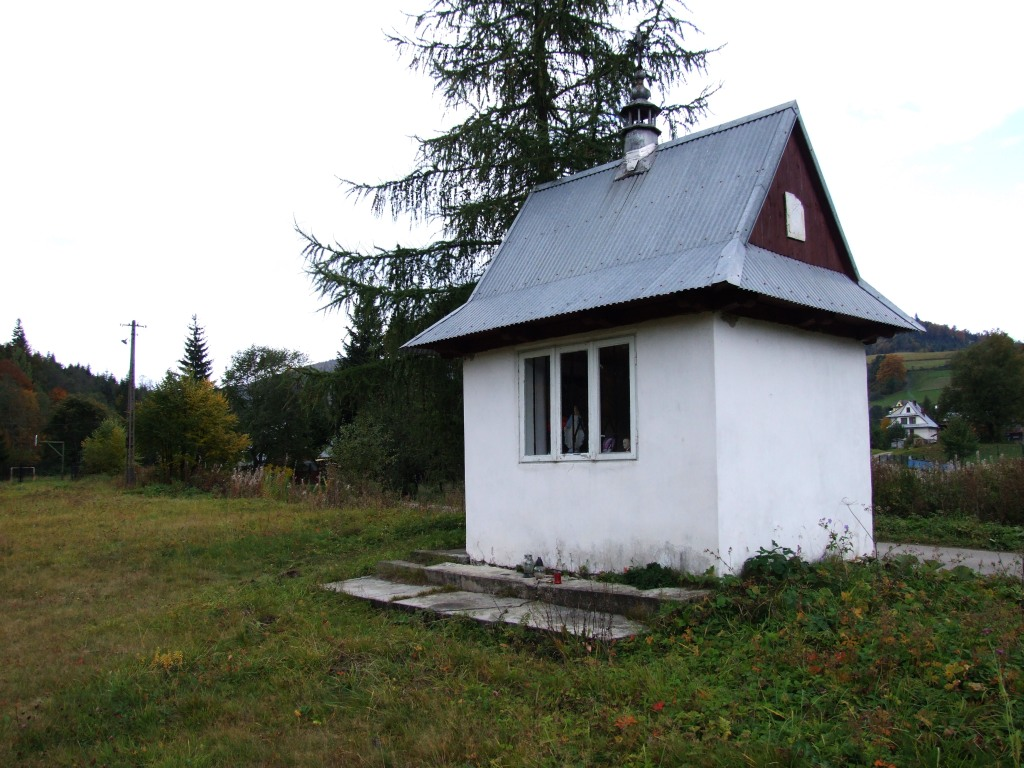
Kapliczka w Rzekach

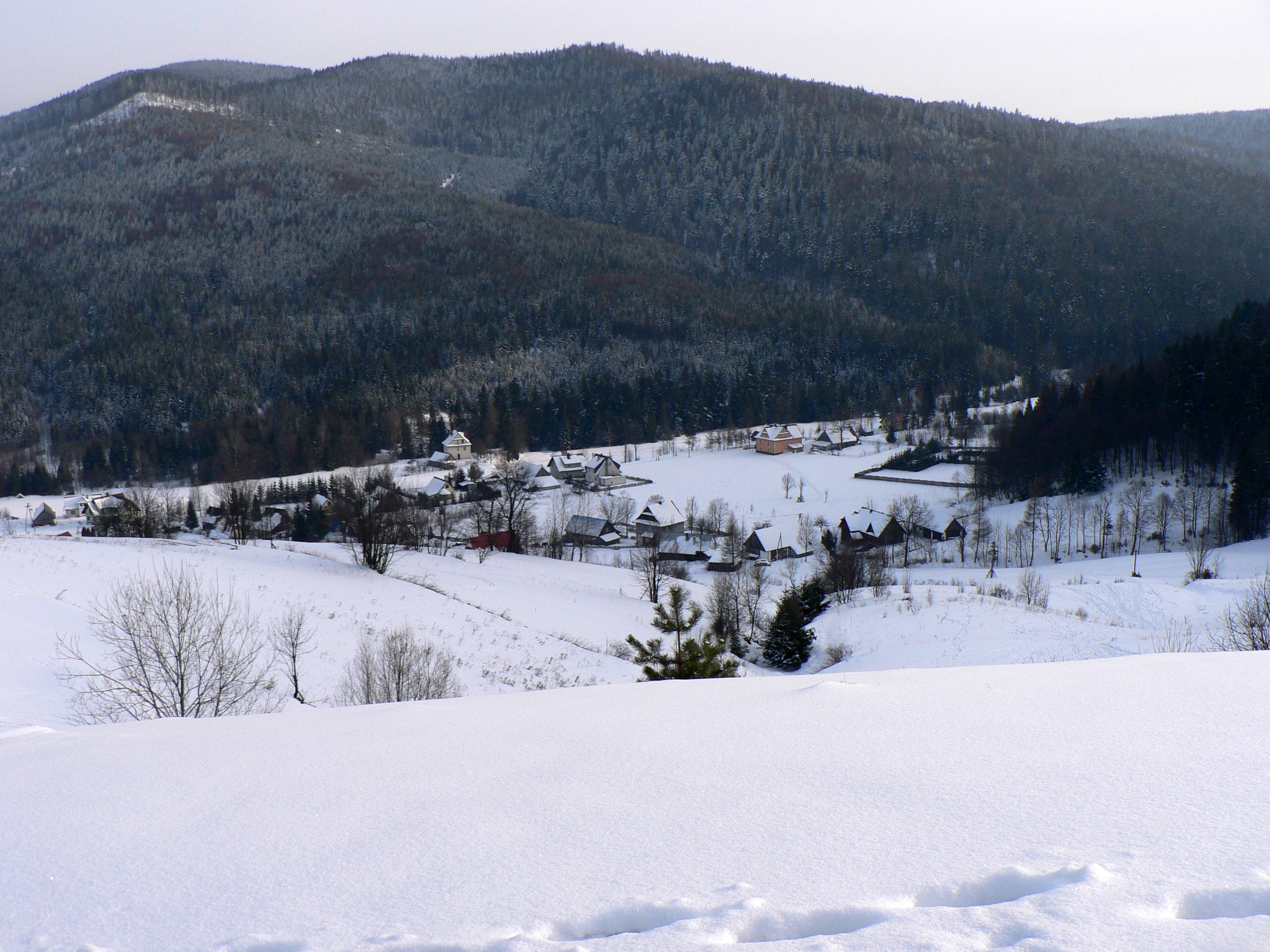
Rzeki widoczne ze stoków Jaworzynki

Znajdują się na obrzeżach tej miejscowości przy granicy ze Szczawą i Zasadnem. Leżą w dolinie Kamienicy Gorczańskiej po wschodniej stronie przełęczy Przysłop na obszarze Gorców. Znajduje się tutaj kilka domów, zabytkowa kapliczka, ośrodek wypoczynkowy (domki kempingowe) i leśniczówka, w której dawniej znajdowała się dyrekcja Gorczańskiego Parku Narodowego. Przystanek autobusowy znajduje się ok. 0,5 km dalej, na przełęczy Przysłop. W Rzekach rozpoczyna się niebieski szlak turystyczny w Gorce. Na łące przy ośrodku kempingowym wiosną bardzo licznie zakwita krokus spiski.
Rzeki zamieszkiwali w XVII wieku hutnicy niemieccy (z Austrii) i czescy. Istniały tutaj aż do XIX w. huty szkła będące własnością Maksymiliana Marszałkowicza z pobliskiej Kamienicy oraz rodu Wodzickich, ówczesnych właścicieli Poręby Wielkiej.
W latach 1957–1963 funkcjonowała konna, leśna kolejka wąskotorowa z Rzek do Szczawy.

## Szlak turystyki pieszej
Rzeki – Trusiówka – Papieżówka – Borek. Odległość 9,8 km, suma podejść 230 m, czas przejścia 2 godz. 50 min, z powrotem 2 godz. 10 min.
 Rzeki – Nowa Polana – Świnkówka – Gorc Kamienicki – Gorc. Odległość 5,6 km, suma podejść 510 m, suma zejść 40 m, czas przejścia 2 godz., z powrotem 1 godz. 15 min.